# José Lê Hồng Thăng
José Lê Hồng Thăng (sinh 1946, tiếng Trung:黎鴻昇, tiếng Anh:José Lai Hung-seng) là một giám mục người Trung Quốc của Giáo hội Công giáo Rôma. Ông từng giữ chức vụ Giám mục chính tòa Giáo phận Ma Cao.

## Tiểu sử
Giám mục Lê Hồng Thăng sinh ngày 14 tháng 1 năm 1946 tại Ma Cao. Sau khoảng thời gian tu tập, Phó tế Lê Hồng Thăng được phong chức linh mục ngày 28 tháng 10 năm 1972, khi ông mới 26 tuổi. Ông trở thành linh mục thuộc linh mục đoàn Giáo phận Ma Cao.
Ngày 23 tháng 1 năm 2001, Tòa Thánh loan báo tin bổ nhiệm linh mục José Lê Hồng Thăng, làm Giám mục Phó Giáo phận Ma Cao. Lễ Tấn phong được cử hành sau đó tận nửa năm, vào ngày 2 tháng 6 cùng năm. Chủ phong Giám mục là Giám mục chính tòa Ma Cao Domingos Lâm Gia Tuấn, phụ phong có các giám mục: nguyên giám mục Ma Cao Arquimínio Rodrigues da Costa và giám mục Phụ tá Giáo phận Hồng Kông Gioan Thang Hán.
Ngày 30 tháng 6 năm 2003, ông kế vị chức vụ Giám mục chính tòa Giáo phận Ma Cao.
Ngày 16 tháng 1 năm 2016, Tòa Thánh bất ngờ chấp thuận đơn xin từ chức của Giám mục Thăng, vừa tròn 70 tuổi, chưa đủ tuổi về hưu theo Giáo luật.